# Gassville
Gassville – miasto w Stanach Zjednoczonych, w stanie Arkansas, w hrabstwie Baxter.